# 皮囊之下
是一部2013年科幻惊悚艺术片，由乔纳森·格雷泽和华特·坎贝尔（Walter Campbell）编剧，格雷泽导演，部分改编自米歇尔·法柏的2000年同名小说。斯嘉丽·约翰逊饰演一个在苏格兰捕杀勾引男人的外星人。本片2014年3月14日英国上映，4月4日登陆美国。雖然本片票房失敗，但获得大量好评，被100多本刊物评为2014年最佳影片之一。影片在2013年第70屆威尼斯影展角逐金狮奖。

## 演员
- 斯嘉丽·约翰逊 饰 女人
- 杰里米·麦克威廉斯（英语：Jeremy McWilliams） 饰 摩托车手
- 亞當·皮爾森（英语：Adam Pearson (actor)） 饰 神经纤维瘤病男子

## 制作
导演乔纳森·格雷泽决定完成处女作《性感野兽》（2000年）后，改编米歇尔·法柏的小说《皮囊之下》（2000年），后来又因其第二部电影《重生》（2004年）而搁置。他和联合编剧沃尔特·坎贝尔起初创作的剧本，讲的是两个外星人伪装成农民，由布拉德·皮特饰演丈夫，但创作进展缓慢。格雷泽最终决定把电影拍成以一名外星人代表的视觉看待人类世界，且只着重于女性角色。
大多数角色不会由演员扮演，约翰逊勾搭男人的许多场景，都是跟街上的男子进行不按剧本的谈话，由隐藏摄像机拍摄。格雷泽表示，“谈话展现了他们的忍耐度，如果他们同意参演这部电影，一旦他们明白我们在干什么的话。”摩托车公路赛车冠军杰里米·麦克威廉斯饰演摩托车手，是出于要恶劣的天气条件下，在苏格兰高地高速行驶的“世界级”车手的需要。伐木工是片中一处专为影片打造的场景的主人。至于患上神经纤维瘤病的男子，格雷泽不愿使用修复术。选角时制作团队联络了支持人体面部抽搐的慈善团体“变脸”。角色落在亚当·皮尔森的头上，他曾参与电视节目制作，还就剧本中斯嘉丽的角色如何吸引他的角色给出建议。

## 发行与评价
影片于2013年8月29日在特柳赖德电影节首映，并在第70届威尼斯国际电影节和2013年多伦多国际影展首映，2014年3月14日英国首映，4月4日登录美国。

### 票房
影片在英国以23.9万英镑的票房开画。在美国，影片在四间影院上映共赚到14万美元，是影院平均票房最高的电影，超过同样由斯嘉丽主演的《美國隊長2：酷寒戰士》。本片在国内共赚到2614251英镑，未能列入美国最卖座的电影列表，1330万美元的预算未能赚回。

### 专业评价
影片普遍获得正面评价，被众多影评人评为2014年最佳影片之一。评论集合网站烂番茄基于184条评论，给予本片86%的“新鲜度”，平均得分7.9/10。该网站的共识表示：“影片的消息可能有点难以证明，但吸引人的画面和斯嘉丽·约翰逊的迷人演绎，赋予影片令人难忘的视觉体验。”Metacritic基于42条评论，给予本片78分（100分），表示“普遍好评”，还把本片列入2014年最佳电影榜单第四位，根据其在评论家的十佳榜单中的表现。

### 奖项
第70届威尼斯国际电影节
- 金狮奖：乔纳森·格雷泽

第27届欧洲电影奖
- 最佳作曲奖（英语：European Film Award for Best Composer）：Mica Levi（英语：Micachu）
- EFA Jury Award-Best Composer：Mica Levi

第68届英国电影学院奖
- 最佳英国电影（提名）
- 最佳配乐（英语：BAFTA Award for Best Film Music）（提名）：Mica Levi

来源：

## 外部連結
- 官方网站 （英国）
- 官方网站 （美国）
- 互联网电影数据库（IMDb）上《皮囊之下》的资料（英文）
- Box Office Mojo上《皮囊之下》的資料（英文）
- 爛番茄上《皮囊之下》的資料（英文）
- Metacritic上《皮囊之下》的資料（英文）
- 豆瓣电影上《皮囊之下》的資料 （简体中文）